# Erich Mühsam
Pour les articles homonymes, voir Erich.
Erich Mühsam, né à Berlin le 6 avril 1878 et mort le 10 juillet 1934, assassiné au camp de concentration d'Oranienbourg, est un écrivain anarchiste et socialiste libertaire allemand, issu de la mouvance de Monte Verità (Ascona, Suisse). Aux côtés d'Eugen Leviné et Max Levien, il est l'une des principales figures de la République des conseils de Bavière.

## Biographie
Erich Mühsam naît en 1878 à Berlin au sein d'une famille juive et grandit à Lübeck où son père est pharmacien. En 1908, il forme avec Gustav Landauer, Martin Buber et Margarethe Faas-Hardegger, la Sozialistischer Bund (de) (Ligue socialiste), une fédération égalitariste et très décentralisée de groupes anarchistes, qui envisage de contrecarrer le déclenchement inévitable de la Première Guerre mondiale par une grève générale. Il en anime le groupe en Bavière de 1911 à 1915.
Il publie et rédige le journal Kain. Journal pour l'humanité, une publication anarchiste. Il est l'auteur d'une Marseillaise des conseils ouvriers.
Erich Mühsam est l'un des principaux acteurs de la révolution allemande de 1918-1919 en Bavière. En 1917, une partie du Parti social-démocrate d'Allemagne (SPD) avait créé le Parti social-démocrate indépendant d'Allemagne (USPD) qui comprenait une aile spartakiste représentée en Bavière par l'écrivain, philosophe et homme politique Kurt Eisner. Dans un contexte de troubles et de mécontentement général qui accompagne la fin de la Première Guerre mondiale, le 7 novembre 1918, à l'initiative d'Eisner et de l'USPD, 150 000 personnes se rassemblent dans le centre de la ville. Des conseils de soldats sont présents. Le soir, les plus radicaux s'emparent de dépôts d'armes. Eisner et ses partisans occupent le parlement Landtag. Le lendemain 8 novembre, les Munichois apprennent que le pays est devenu une « République démocratique et socialiste ». 
Les « cent jours » d’exercice qu’Eisner effectue en tant que Premier ministre de Bavière, sont ponctués de multiples changements, d'autant que le gouvernement fédéral, et particulièrement les ministres du SPD, n'y voient qu'un gouvernement provisoire en attente des prochaines élections régionales au Landtag. En rendant publics les rapports diplomatiques confidentiels du gouvernement de Bavière, Eisner entre en conflit ouvert avec le gouvernement SPD de Friedrich Ebert à Berlin et Erhard Auer (de) qui dirigeait le SPD bavarois et avait été nommé ministre de l'Intérieur, commence également à s'éloigner. Alors que dans la rue se multiplient les incidents, Eisner est mis en minorité au gouvernement et doit accepter la convocation de l'Assemblée nationale. Il dénonce « les méthodes terroristes » des éléments les plus à gauche avec véhémence.
La riposte des éléments les plus radicaux est immédiate. Les gardes rouges menés par Erich Mühsam ainsi que par des matelots mutinés rentrés de Kiel tentent un coup de force et obligent Erhard Auer à démissionner. Ils réclament la proclamation immédiate de la dictature du prolétariat. Eisner, malgré ses appels au calme, est ainsi débordé sur sa gauche. Le 11 décembre se forme à Munich un rassemblement spartakiste qui regroupe les éléments les plus radicaux de l'USPD et des militants du Parti communiste d'Allemagne (KPD) en formation, tel le Berlinois Max Levien. Eisner parvient tout de même à maintenir l'ordre et peut annoncer la tenue des élections pour le Landtag pour le 12 janvier 1919.
La gauche révolutionnaire groupée autour de Mühsam et le KPD fondé dans les premiers jours de janvier 1919 par le député munichois Max Levien exercent à leur tour une pression croissante sur le gouvernement instable de la coalition régionale du SPD et de l'USPD. La tentative d'occupation du ministère des affaires sociales de Munich par quelque 4 000 chômeurs, le 7 janvier 1919, est violemment réprimée par la police et fait trois morts et huit blessés. Eisner fait arrêter pour quelques jours les dirigeants du KPD et les partisans des conseils révolutionnaires ouvriers (Revolutionärer Arbeiterrat, RAR en abrégé) en tant que meneurs présumés des émeutes ; parmi les inculpés se trouvent Mühsam et Levien, qu'il faudra libérer peu après sous la pression des manifestants. À l'issue de ces événements, le KPD, les anarchistes et le RAR appellent au boycott des élections au Landtag.
Les élections au Landtag de Bavière du 12 janvier 1919 sont une défaite cinglante pour l'USPD et Eisner avec seulement 2,5 % des voix, le SPD et le parti conservateur Parti populaire bavarois (BVP) étant les grands vainqueurs des élections.
La situation sociale avait continué à se dégrader. Le 16 février, une réunion de masse est organisée par les conseils ouvriers pour protester contre la réunion du Landtag. Kurt Eisner est assassiné le 21 février 1919 par le comte Anton Graf von Arco auf Valley, un étudiant nationaliste, Lui succède le social-démocrate Johannes Hoffmann. L'assassinat d'Eisner a pour conséquence la radicalisation de la situation politique. Le pouvoir réel est récupéré par le Comité central des Conseils d'ouvriers dans lequel les extrémistes de gauche participent massivement.
Erich Mühsam est l'une des figures de la république des conseils de Bavière.
Le 13 avril 1919, il est arrêté par les troupes gouvernementales lors d’une tentative de putsch des sociaux-démocrates. Condamné à 15 ans de prison. Il est gracié en 1924.
Sortant de prison, Mühsam fonde en 1925 le journal Fanal qui cherche à unifier les groupes révolutionnaires sur la base de la lutte des classes.
Il dénonce sans relâche l'extrême droite allemande, dont il devient l'une des bêtes noires.
Il est à nouveau arrêté, par les nazis cette fois, le 28 février 1933, au lendemain de l'incendie du Reichstag, incarcéré dans plusieurs prisons, puis, à partir de janvier 1934 dans le camp de concentration d'Oranienbourg où il est assassiné par les SS le 10 juillet 1934.

## Poème sur les conseils ouvriers
| La Marseillaise des conseils ouvriers (1920) - Erich Mühsam | |
| --- | --- |
| \| Langue originale (allemand) \| Traduction française \| \| Wie lange, Völker, wollt ihr säumen? Der Tag steigt auf, es sinkt die Nacht. Wollt ewig ihr von Freiheit träumen, da schon die Freiheit selbst erwacht? Vernehmt die Rufe aus dem Osten! Vereinigt euch zu Kampf und Tat! Die Stunde der Befreiung naht! Laßt nicht den Stahl des Willens rosten! - (Refrain) Auf, Völker, in den Kampf! Zeigt euch der Brüder wert! Die Freiheit ist das Feldgeschrei, die Räte sind das Schwert! - Der Reiche bangt um seine Renten. Er kauft der Wähler große Zahl, und das Geschwätz in Parlamenten beschützt sein heiliges Kapital. Verlorne Mühe, auszujäten, was fruchtbar aus dem Boden schießt! Schweig, Reicher, still! Das Volk beschließt, das freie Volk in seinen Räten! Auf, Völker, in den Kampf! usw. - Auf, Arbeitsmann, Soldat und Bauer! Schafft Räte aus den eignen Reihn! Und stoßt damit die morsche Mauer jahrhundertalter Knechtschaft ein! Längst steht der Russe auf dem Walle. Ihm folgt der tapfere Magyar. Wie lange säumst du, Proletar? Wie lange säumt ihr Völker alle? Auf, Völker, in den Kampf! usw. - Es gilt den letzten Hieb zu führen. Zu brechen gilt’s den Herrscherwahn. Laßt uns die Glut des Kampfes schüren. Dem Sozialismus freie Bahn! Was einst die Lehrer uns verkündet: in Trümmer sinkt die alte Welt. Auf ihre Räte Recht gestellt, so stehn die Völker frei verbündet! Auf, Völker, in den Kampf! usw. \| Jusqu'à quand, ô peuples, tarderez-vous ? Le jour se lève, la nuit s'efface. Voulez-vous donc éternellement rêver de la liberté, Quand la liberté s'éveille d'elle-même ? Écoutez les appels de l’Est ! Unissons-nous dans le combat et l’action ! L’heure de la libération est proche ! Ne laissez pas rouiller l’acier de la volonté ! - (Refrain) Debout, peuples, au combat ! Montrez-vous dignes des frères ! La liberté est le cri de guerre, les conseils sont l'épée ! - Le riche tremble pour ses rentes. Il achète les électeurs par millions, et les bavardages des parlements protègent son Saint Capital. Peine perdue que de vouloir déraciner ce qui surgit du sol fécond ! Tais-toi, homme riche, silence ! Le peuple décide, le peuple libre dans ses conseils ! Debout, peuples, au combat ! etc. - Debout ouvrier, soldat et paysan ! Fais surgir les conseils de tes propres rangs ! Et fais tomber le mur pourri d'un esclavage multiséculaire ! Depuis longtemps déjà le Russe est sur le rempart. Le hardi Hongrois l'a suivi. Combien de temps tarderas-tu, prolétaire ? Jusqu'à quand tarderez-vous, peuples ? Debout, peuples, au combat ! etc. - Il est temps de porter le coup final. La folie des dirigeants doit être brisée. Attisons le feu du combat. Libre cours au socialisme ! Les professeurs nous l'ont dit un jour : le vieux monde tombe en ruines. Fermement dressés sur le socle de leurs conseils, Les peuples sont librement unis ! Debout, peuples, au combat ! etc. \| | |
| Langue originale (allemand) | Traduction française |
| Wie lange, Völker, wollt ihr säumen? Der Tag steigt auf, es sinkt die Nacht. Wollt ewig ihr von Freiheit träumen, da schon die Freiheit selbst erwacht? Vernehmt die Rufe aus dem Osten! Vereinigt euch zu Kampf und Tat! Die Stunde der Befreiung naht! Laßt nicht den Stahl des Willens rosten! - (Refrain) Auf, Völker, in den Kampf! Zeigt euch der Brüder wert! Die Freiheit ist das Feldgeschrei, die Räte sind das Schwert! - Der Reiche bangt um seine Renten. Er kauft der Wähler große Zahl, und das Geschwätz in Parlamenten beschützt sein heiliges Kapital. Verlorne Mühe, auszujäten, was fruchtbar aus dem Boden schießt! Schweig, Reicher, still! Das Volk beschließt, das freie Volk in seinen Räten! Auf, Völker, in den Kampf! usw. - Auf, Arbeitsmann, Soldat und Bauer! Schafft Räte aus den eignen Reihn! Und stoßt damit die morsche Mauer jahrhundertalter Knechtschaft ein! Längst steht der Russe auf dem Walle. Ihm folgt der tapfere Magyar. Wie lange säumst du, Proletar? Wie lange säumt ihr Völker alle? Auf, Völker, in den Kampf! usw. - Es gilt den letzten Hieb zu führen. Zu brechen gilt’s den Herrscherwahn. Laßt uns die Glut des Kampfes schüren. Dem Sozialismus freie Bahn! Was einst die Lehrer uns verkündet: in Trümmer sinkt die alte Welt. Auf ihre Räte Recht gestellt, so stehn die Völker frei verbündet! Auf, Völker, in den Kampf! usw. | Jusqu'à quand, ô peuples, tarderez-vous ? Le jour se lève, la nuit s'efface. Voulez-vous donc éternellement rêver de la liberté, Quand la liberté s'éveille d'elle-même ? Écoutez les appels de l’Est ! Unissons-nous dans le combat et l’action ! L’heure de la libération est proche ! Ne laissez pas rouiller l’acier de la volonté ! - (Refrain) Debout, peuples, au combat ! Montrez-vous dignes des frères ! La liberté est le cri de guerre, les conseils sont l'épée ! - Le riche tremble pour ses rentes. Il achète les électeurs par millions, et les bavardages des parlements protègent son Saint Capital. Peine perdue que de vouloir déraciner ce qui surgit du sol fécond ! Tais-toi, homme riche, silence ! Le peuple décide, le peuple libre dans ses conseils ! Debout, peuples, au combat ! etc. - Debout ouvrier, soldat et paysan ! Fais surgir les conseils de tes propres rangs ! Et fais tomber le mur pourri d'un esclavage multiséculaire ! Depuis longtemps déjà le Russe est sur le rempart. Le hardi Hongrois l'a suivi. Combien de temps tarderas-tu, prolétaire ? Jusqu'à quand tarderez-vous, peuples ? Debout, peuples, au combat ! etc. - Il est temps de porter le coup final. La folie des dirigeants doit être brisée. Attisons le feu du combat. Libre cours au socialisme ! Les professeurs nous l'ont dit un jour : le vieux monde tombe en ruines. Fermement dressés sur le socle de leurs conseils, Les peuples sont librement unis ! Debout, peuples, au combat ! etc. |

## Publications traduites en français
- La République des conseils de Bavière : Munich du 7 novembre 1918 au 13 avril 1919, traduction par Théodore Zweifel, Otto von Warnstedt ; La société libérée de l'État, traduction par Pierre Gallissaires, La Digitale / Spartacus, 1999
- Ascona : Bohème, culture, civilisation et mouvement des femmes, littérature inédite, Harro, le hardi poète, traduction et notes de Elke Albrecht et Suzanne Faisan, présentation de Roland Lewin, La Digitale, 2002
- Bohème et révolution, journaux intimes, 1910-1924, présentation et traduction de Charles Daget, Les éditions du Sandre, 2011